# Nyctiphrynus ocellatus ocellatus
El chotacabras ocelado sudamericano o atajacaminos ocelado sudamericano (Nyctiphrynus ocellatus ocellatus), es una de las 2 subespecies en que se divide la especie de ave Nyctiphrynus ocellatus, conocida vulgarmente con el nombre de chotacabras ocelado, o atajacaminos ocelado.
Habita en las selvas de América del Sur. Es un ave nocturna con las alas largas y puntiagudas, patas cortas y pico muy corto aunque muy amplio. Su largo total es de 20 cm. El nombre de chotacabras se debe a la equivocada creencia de que chupan la leche de las cabras (chotar significa mamar). El nombre de atajacaminos se debe a la costumbre que tienen de rondar los caminos de tierra en búsqueda de insectos nocturnos. 

## Hábitat y distribución
Esta subespecie vive desde Colombia, Ecuador, Perú, Bolivia, Brasil, Paraguay, hasta el noreste de la Argentina, donde se distribuye solamente en la provincia de Misiones.
Habita en selvas tropicales y subtropicales.

## Costumbres
Su suave plumaje está coloreado con ocelos para camuflarse entre la hojarasca del suelo, aunque también posa en ramas elevadas. Esto les ayuda a permanecer ocultos durante el día, pues sólo son activos desde el anochecer hasta el amanecer. Se alimentan predominantemente de mariposas nocturnas y otros insectos voladores grandes. Anidan en el suelo, entre la hojarasca. 

## Taxonomía
Esta es una de las 2 subespecies en que se divide la especie Nyctiphrynus ocellatus, la otra es: Nyctiphrynus ocellatus lautus Miller, W. & Griscom, 1925.